# Рёр, Иоганн Фридрих
Иоганн Фридрих Рёр (нем. Johann Friedrich Röhr; 30 июля 1777, Россбах — 15 июня 1848, Веймар) — германский богослов, один из главных представителей богословского рационализма в Германии, пастор.
Родился в семье бедного портного, образование получил в гимназии в Пфорте с 1790 по 1796 год, затем изучал философию в Лейпцигском университете; выпускные экзамены сдал спустя четыре года в Дрездене. После этого стал проповедником университетской церкви в Лейпциге, и с 21 марта 1802 года состоял на той же должности в Пфорте, а 9 августа 1804 года был назначен пастором в Острау и служил на этой должности в течение 16 лет. В 1819 году отклонил предложение стать профессором богословия в Кенигсберге. 10 мая 1820 года стал пастором церкви в Веймаре и супериндендентом Великого княжества Саксен-Веймарского, занимая эту должность до конца жизни.
Написал множество богословских сочинений, в которых излагал свой взгляд на христианство как на религию чистого разума. Догматические взгляды Рёра были изложены главным образом в его «Briefe über den Rationalismus» (Цейц, 1813) и «Grund- und Glaubenssätze der evangelisch-protestantischen Kirche» (Нейштадт, 1832; 4-е издание — Плауен, 1860).